# 로널드 맥도날드

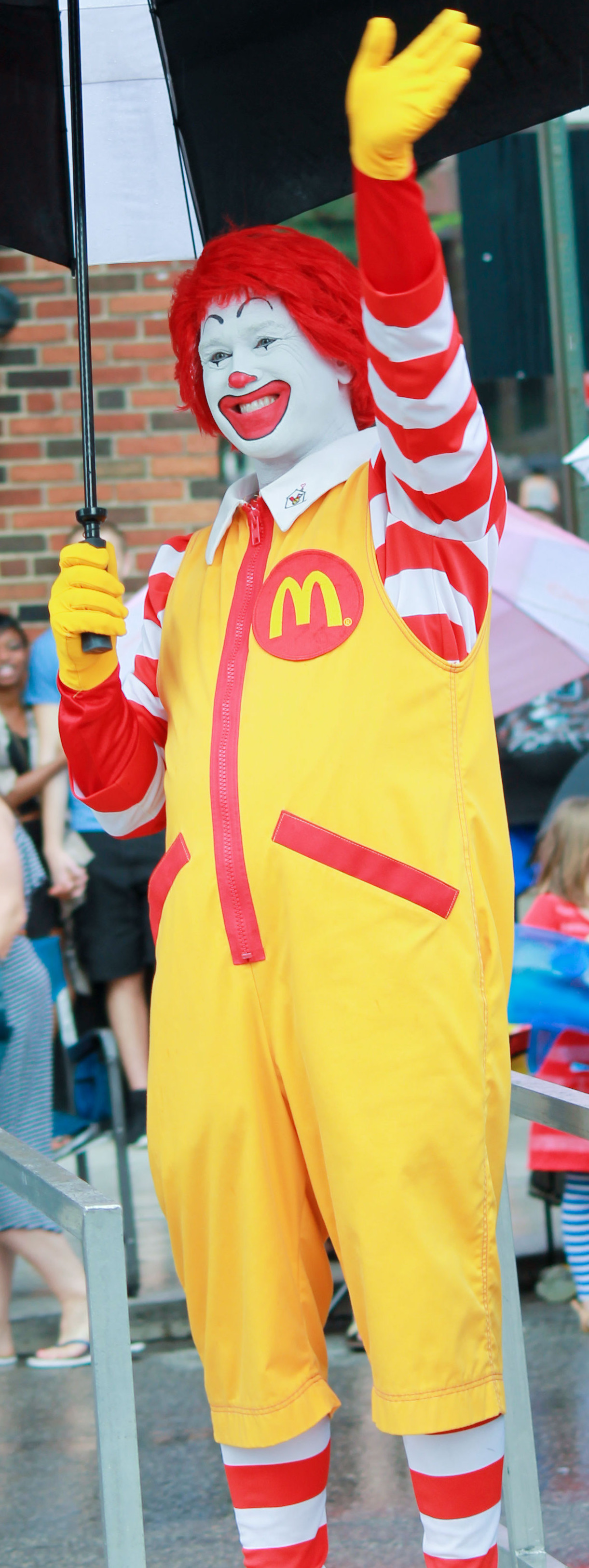
로널드 맥도날드 코스튬 캐릭터

로널드 맥도날드(Ronald McDonald)는 맥도날드 패스트 푸드 체인의 주요 마스코트로 사용되는 광대 캐릭터이다. 친구인 맥치즈 시장, 햄버글러, 그리마스, 얼리 버드 버디, 프라이 키즈와 함께 가상의 세계인 맥도날드랜드를 거주한다.
많은 사람들이 로널드로서 병원에 있는 어린이들을 방문하고 정기적인 행사에 참석하는 등 풀타임으로 일하고 있다. 전성기에는 맥도날드 식당에 최대 300명의 풀타임 로널드 맥도날드가 있었을 수도 있다. 부모가 아픈 아이들과 함께 근처 만성 질환 시설에서 밤을 보낼 수 있는 로널드 맥도날드 하우스도 있다.

## 역사

### 워싱턴 D.C.
"로널드 맥도날드, 햄버거 행복 광대"는 1963년 세 개의 지역 텔레비전 광고에서 처음 등장했다. 이 광고는 워싱턴 D.C. 지역의 맥도날드 프랜차이즈 오스카 골드스타인의 광고 대행사가 제작했으며, 윌러드 스콧이 로널드 역을 맡았다. 스콧은 1959년부터 1962년까지 워싱턴의 WRC-TV에서 보조 광대 역을 맡았고, 당시 골드스타인의 직원이었다.
이후 NBC의 투데이 쇼 일기 예보관이 된 스콧은 자신의 책 Joy of Living에서 이 캐릭터의 탄생을 이렇게 회고했다.
당시 보조는 가장 인기 있는 어린이 프로그램이었다. 아마 플루토 (디즈니)나 덤보를 보냈어도 마찬가지로 성공했을 것이다. 하지만 내가 거기 있었고, 나는 보조였다. 햄버거와 보조의 조합은 아이들에게 거부할 수 없었다. 그래서 몇 년 후 보조가 방송에서 사라지자, 지역 맥도날드 사람들이 내게 보조를 대체할 새로운 캐릭터를 만들어 달라고 요청했다. 그래서 나는 앉아서 로널드 맥도날드를 만들었다.

맥도날드는 이 캐릭터의 공식적인 역사 설명에서 캐릭터의 창작자를 명시하지 않는다.
"전 세계에 알려진 미소" 로널드 맥도날드는 인지도 면에서 산타클로스 다음으로 꼽힌다. (한 조사에 따르면 미국 초등학생의 96%가 로널드를 알아본다고 한다. (stunning-stuff.com)). 1963년 첫 텔레비전 출연에서 이 광대는 윌러드 스콧에 의해 연기되었다.

2000년 3월 28일, 맥도날드의 북동부 지역 사장인 헨리 곤살레스는 투데이 쇼의 스콧에게 바치는 녹화된 추모 행사에서 로널드 맥도날드를 창조한 스콧에게 감사를 표했다.

### 전국적인 출시
이 캐릭터는 1965년 메이시스 추수감사절 퍼레이드 기간 동안 전국 TV 광고에 처음 등장했으며, 이어서 1965년 NFL 챔피언십 경기에도 등장했다.
서커스 공연자 코코 더 클라운(본명 마이클 폴라코프스)은 1966년 로널드의 이미지를 개선하기 위해 고용되어, 현재 우리가 아는 의상과 분장을 만들었다.
2010년, 매사추세츠주 보스턴에 있는 기업 책임 국제 재단은 소아 비만 문제로 로널드 맥도날드가 은퇴해야 한다고 제안했다. 그러나 맥도날드 CEO 짐 스키너는 그를 은퇴시킬 계획이 없다고 말했다.
2011년 4월, 맥도날드는 로널드 맥도날드가 광고에 다시 등장할 것이라고 발표했지만, 에이스 메트릭스는 로널드 맥도날드 광고가 더 이상 효과적이지 않다고 밝혔다. 2011년 5월 18일, 기업 책임 국제 재단은 주요 신문에 광고를 게재하고 캐릭터 은퇴 전용 웹페이지를 여러 개 개설하며 로널드 맥도날드의 은퇴를 다시 요구했다. 그러나 맥도날드 CEO 짐 스키너는 로널드 맥도날드가 선의의 대사이며 "모든 것은 선택에 달려 있다"고 말하며 그를 옹호했다. 그 직후, 맥도날드는 로널드 맥도날드가 "계속 있을 것"이라고 발표했다.
2014년 4월, 맥도날드는 로널드 맥도날드가 완전히 새로운 모습과 새로운 의상을 선보일 것이라고 발표했다. 또한 그가 새로운 광고뿐만 아니라 X (소셜 네트워크)와 같은 소셜 미디어 웹사이트에도 등장할 것이라고 발표했다. 로널드의 변신에는 점프수트 대신 노란색 카고 팬츠, 조끼, 빨간색과 흰색 줄무늬 럭비 셔츠가 채택되었으며, 그의 고전적인 광대 신발은 여전히 공식 유니폼의 일부로 남아 있다.

## 배우

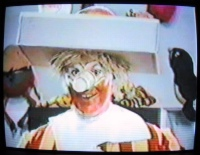
윌러드 스콧이 로널드 역을 맡은 최초의 텔레비전 광고 세 편 중 한 편에서 로널드로 등장

항상 수십에서 수백 명의 배우들이 맥도날드에 고용되어 식당과 행사에서 로널드 맥도날드 역을 맡고 있다. 그러나 회사는 전국 텔레비전 광고에서 한 번에 한 명의 배우만을 사용하여 캐릭터를 연기하는 것으로 알려져 있다. 다음은 주요 미국 로널드 맥도날드 배우 목록이다.
- 윌러드 스콧 (워싱턴 D.C. 1963–1965)[15]
- 베브 버거론 (남부 캘리포니아, 1966–1968)
- 조지 보어히스 (남부 캘리포니아, 1968–1970)[16]
- 돈 샌드버그 (1967–1968) (지역)[17]
- 마이클 폴라코프스 (1965–1968)
- 레이 레이너 (1968–1969)
- 비브 위키스 (1968–1970) (지역)
- 밥 브랜든 (1970–1975) (지역)[18]
- 킹 무디 (1969–1985)[16]
- 스퀴어 프리델 (1985–1991)[19][16]
- 잭 도엡케 (1991–1999)
- 데이비드 허시 (2000–2014)
- 브래드 레논 (2014–)[20]

"로널드 맥도날드"라는 이름의 다양한 형태와 의상 광대 분장 등은 맥도날드의 등록 상표이다. 맥도날드는 공연자들을 훈련시켜 동일한 몸짓과 의상을 사용하여 로널드 역을 연기하게 하여 그들이 하나의 캐릭터라는 환상을 심어준다. 맥도날드 마케팅 디자이너와 스타일리스트는 광대를 상표로 채택하면서 로널드 맥도날드 캐릭터, 페르소나, 스타일, 의상 및 광대 분장의 요소를 변경했다.

### 조 매가드 주장
조 매가드라는 배우는 1995년부터 2007년까지 로널드 맥도날드 역을 연기했다고 주장했지만, 이 시기는 잭 도엡케와 데이비드 허시의 연기와 겹친다. 2003년 볼티모어 선 기사에서 맥도날드 대변인은 매가드 씨가 1990년대 중반 한 광고 촬영에서 로널드의 대역을 맡았을 뿐이며 "그는 결코 로널드 맥도날드가 아니다"라고 말했다.

## 국제적 현지화
태국에서는 로널드 맥도날드가 두 손을 모아 전통적인 태국식 와이 인사로 사람들을 맞이한다. 이 태국 버전의 회사 마스코트는 2002년 현지 태국 프랜차이즈인 맥타이가 "태국 정신 속의 맥타이" 캠페인의 일환으로 만들었다. 이 피규어는 인도와 비슷한 제스처가 사용되는 다른 나라에도 수출되었다. 중국에서는 로널드 맥도날드를 어른으로서 존경하는 의미로 아이들이 "맥도날드 삼촌" (麦当劳叔叔, Màidāngláo Shūshu)이라고 부른다. 일본에서는 일본어의 발음에 명확한 "r" 소리가 없기 때문에 로널드 맥도날드를 "도날드 맥도날드" (ドナルド・マクドナルド, Donarudo Makudonarudo)라고 부르며, 일본 최초의 영어 교사인 라날드 맥도날드와의 혼동을 피하기 위함이다.

## 라이선스 작품

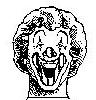
1967년 미국 상표 출원서에 실린 오리지널 로널드 맥도날드

### 책
찰턴 코믹스는 1970-1971년에 신문 가판대에서 판매되는 로널드 만화책 4권의 라이선스를 획득했다. 수년에 걸쳐 이 캐릭터를 주연으로 하는 여러 증정용 만화책도 제작되었다.
로널드(그리마스와 함께)는 존 알바노가 쓰고 존 코스탄자가 삽화를 그린 1984년 리틀 골든 북 『로널드 맥도날드와 말하는 식물 이야기』에 등장했다.
1991년, 로널드는 마이크 로버츠와 러셀 미터마이어, 가드 메이론, 랜들 스톤이 쓰고 도나 레이놀즈와 팀 레이서가 삽화를 그린 '페인트 잇 와일드: 페인트 & 씨 액티비티 북', '스티커 사파리: 스티커 및 액티비티 북', '와일드 원더스: 액티비티 북', '로널드 맥도날드와 아마존 왕국의 보석: 스토리북'으로 구성된 '열대 우림 탐험' 활동책 시리즈에 등장했는데, 여기서는 그가 자연 쇼 진행자이자 관광 가이드로 나온다.

### 애니메이션
1987년, 로널드 맥도날드(버디, 햄버글러, 그리마스, 교수와 함께)는 '로널드 맥도날드와 모험 기계'라는 제목의 8분짜리 단편 영화에 등장했는데, 이 영화는 맥도날드 식당의 생일 파티에서만 상영되었다.
1990년, DIC 엔터테인먼트가 제작한 40분짜리 애니메이션 비디오 영화인 '로널드 맥도날드의 모험: 보물섬'이 하이-탑스 비디오에 의해 VHS로 출시되었다.
1998년부터 2003년까지 클래스키 추포가 제작한 '로널드 맥도날드의 엉뚱한 모험'이라는 제목의 비디오 영화 애니메이션 시리즈가 전 세계 맥도날드 매장에서 VHS로 출시되었다.

### 비디오 게임
로널드 맥도날드는 세 가지 비디오 게임의 주인공이다. 1988년에 데이터 이스트가 패미컴 콘솔용으로 개발하여 일본에서만 출시된 도날드 랜드, 1993년에 트레저 (기업)가 메가 드라이브 콘솔용으로 개발하여 출시된 맥도날드의 트레저 랜드 어드벤처, 그리고 1994년에 SIMS가 게임 기어 휴대용 콘솔용으로 개발하여 일본에서만 출시된 '로널드 맥도날드 인 매지컬 월드'. 흥미롭게도, 서양 게임 기어에 카트리지를 삽입하면 게임이 자동으로 영어로 플레이되며 로널드의 원래 영어 이름도 유지된다.
그는 또한 두 개의 다른 비디오 게임인 NES, 게임 보이, C64, 아미가, 아타리 ST, MS-DOS용 M.C. 키즈와 제네시스, 마스터 시스템, 게임 기어, 아미가용 글로벌 글래디에이터에도 등장한다.

### 영화
로널드 맥도날드는 1988년 영화 내 친구는 외계인에서 맥도날드에서 열리는 생일 장면에서 몇 초 동안 등장한다. 스퀴어 프리델이 연기했지만, "로널드 맥도날드 본인"으로 크레딧에 올랐다. 이 영화 출연으로 골든 라즈베리 최악의 신인상을 수상했다. 이 캐릭터는 또한 영화의 예고편에도 크게 등장한다.

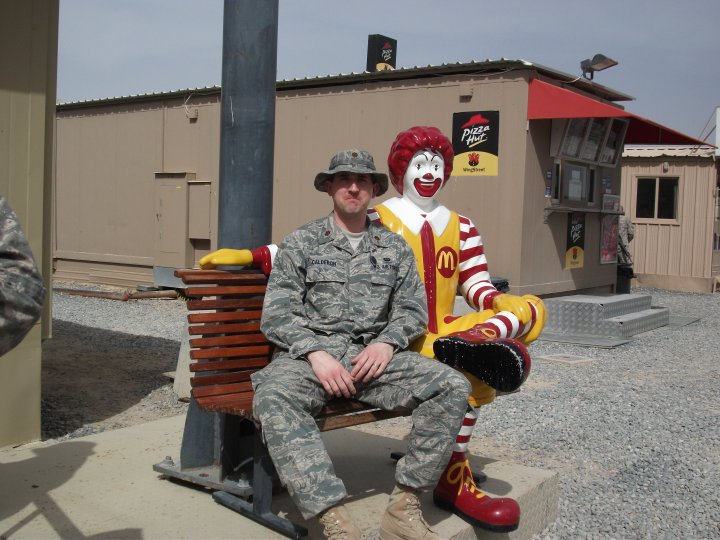
서남아시아 군사 기지에 있는 로널드 맥도날드 동상(오른쪽)

## 전복
로널드 맥도날드의 명성은 맥도날드뿐만 아니라 기업 미국, 자본주의 및 세계화의 상징이 되었다. 그의 의상과 도상은 종종 아이콘을 전복시키고 반기업 메시지를 전달하고자 하는 시위대와 예술가들에 의해 차용된다. 예를 들어, 2000년 홍콩 시위대는 중국 내 맥도날드의 노동 정책에 항의하기 위해 로널드 맥도날드 복장을 했다.
2010년, 오스카 수상작인 애니메이션 단편 로고라마는 경찰로부터 도망치는 범죄자 로널드 맥도날드를 크게 묘사했다.

## 비판 및 2016년 출연
비평가들은 패스트푸드를 대상으로 어린이들을 겨냥한 광대 마스코트가 비윤리적이라고 주장했다. 550명의 의사와 다른 건강 전문가들로 구성된 단체는 2011년에 로널드 맥도날드가 은퇴해야 한다고 신문 광고를 냈다.
로널드 맥도날드는 2016년 광대 목격 소동 이후 2016년부터 출연 횟수가 줄어들었다. 그러나 2017년 기준, 여전히 라이브 이벤트와 소셜 미디어에 등장하고 있다.

## 더 읽어보기
- Schlosser, E. (2006) Chew on this: everything you don't want to know about fast food. Boston, MA: Houghton Mifflin Co.

## 같이 보기
- 맥도날드
- 란란루